# Уильямс, Луи Ото
Луи Ото Уильямс (англ. Louis Otho Williams или англ. Louis Otto Williams, 16 декабря 1908 — 7 января 1991) — американский ботаник.

## Биография
Луи Ото Уильямс родился в городе Джексон 16 декабря 1908 года.
Уильямс совершенствовался в своих исследованиях в области ботаники в Вайомингском университете с Авеном Нельсоном (1859—1952). Позже Луи Ото Уильямс работал в Вашингтонском университете, а затем в Ботаническом саду Миссури. Он внёс значительный вклад в ботанику, описав множество видов растений.
Луи Ото Уильямс умер 7 января 1991 года.

## Научная деятельность
Луи Ото Уильямс специализировался на Мохообразных и на семенных растениях.

## Научные работы
- The Orchidaceae of Mexico. 344 pp.
- Orchids of Panama: Phragmipedium longifolium.
- 1946. The Orchidaceae of Panama (Flora of Panama).
- 1941. P. trilobulata. En: Ann. Missouri Bot. Gard. 28:415, t. 20.